# Dei Verbum
Dei Verbum (с лат. — «Слово Божие») — догматическая конституция Второго Ватиканского собора Римской Католической Церкви. Полное название — Догматическая конституция о Божественном Откровении «Dei Verbum». Утверждена папой Павлом VI 18 ноября 1965 года, после того как она была одобрена на соборе. За финальный вариант конституции высказалось 2 344 участника собора, против — 6. Своё название получила по принятой в католицизме практике по своим двум первым словам.
Конституция Dei Verbum стала одной из четырёх конституций Второго Ватиканского собора и одним из наиболее важных документов, принятых на нём. Она посвящена Божественному Откровению, роли Священного Писания и Священного Предания в жизни Церкви.

## Структура
Конституция Dei Verbum состоит из 26 статей, объединённых в 6 глав:
- Введение (статья 1)

1. О самом Откровении (статьи 2-6)
2. О передаче Божественного Откровения (статьи 7-10)
3. О боговдохновенности Священного Писания и о его толковании (статьи 11-13)
4. О Ветхом Завете (статьи 14-16)
5. О Новом Завете (статьи 17-20)
6. О Священном Писании в жизни Церкви (статьи 21-26)

## Содержание
Конституция подробно рассматривает вопрос о значении Библии и Священного Предания для Церкви. В первых двух главах суммируется учение Церкви об Откровении, в частности 9 статья полностью посвящена соотношению Писания и Предания и значению для церковной жизни Священного Предания:
Итак, Священное Предание и Священное Писание тесно связаны и взаимно сообщаются друг с другом: ведь оба они, проистекая из одного и того же Божественного источника, некоторым образом сливаются воедино и устремляются к одной и той же цели. Ибо Священное Писание есть Слово Божие, так как оно записано под вдохновением Духа Божия; а Слово Божие, вверенное Христом Господом и Святым Духом Апостолам, в целости препоручается Священным Преданием их преемникам, чтобы они, озарённые Духом Истины, своею проповедью верно его хранили, излагали и распространяли. В силу этого Церковь черпает свою уверенность относительно всего того, что было дано в Откровении, не из одного только Священного Писания. Поэтому и то, и другое следует принимать и почитать с одинаково благоговейной любовью и преклонением
Третья глава разъясняет смысл понятия «боговдохновенность» по отношении к Священному Писанию, четвёртая и пятая глава посвящены соответственно Ветхому и Новому Завету. В заключительной главе документ говорит об исключительной роли Библии в церковной жизни, в частности утверждается: «Необходимо, чтобы христианам был широко открыт доступ ко Священному Писанию». Особо подчёркивается необходимость изучения Писания для клириков:
Поэтому необходимо, чтобы все клирики, прежде всего священники Христовы и прочие — как, например, диаконы или катехисты, законно занятые служением слова — обращались ко Священному Писанию посредством прилежного чтения и тщательного изучения

## Мнения
Первоначальный черновой проект документа был приготовлен к первой сессии собора (октябрь-декабрь 1962 года) и отражал консервативную точку зрения группы кардинала Оттавиани. Папа Иоанн XXIII лично принял участие в дальнейшей работе над документом, который в итоге включил в себя компромиссные положения, устроившие и консервативную и либеральную стороны.
Кардинал Йозеф Ратцингер (бывший папа Бенедикт XVI) выделил три главных идеи конституции: новый взгляд на понятие «традиция»; ответ на теологические вопросы, связанные с историко-критическим прочтением Библии; реакция на рост и развитие в XX веке движения за более углубленное изучение Библии и её использование в церковной жизни.